# جشنواره بین‌المللی فیلم‌های آسیایی وزول

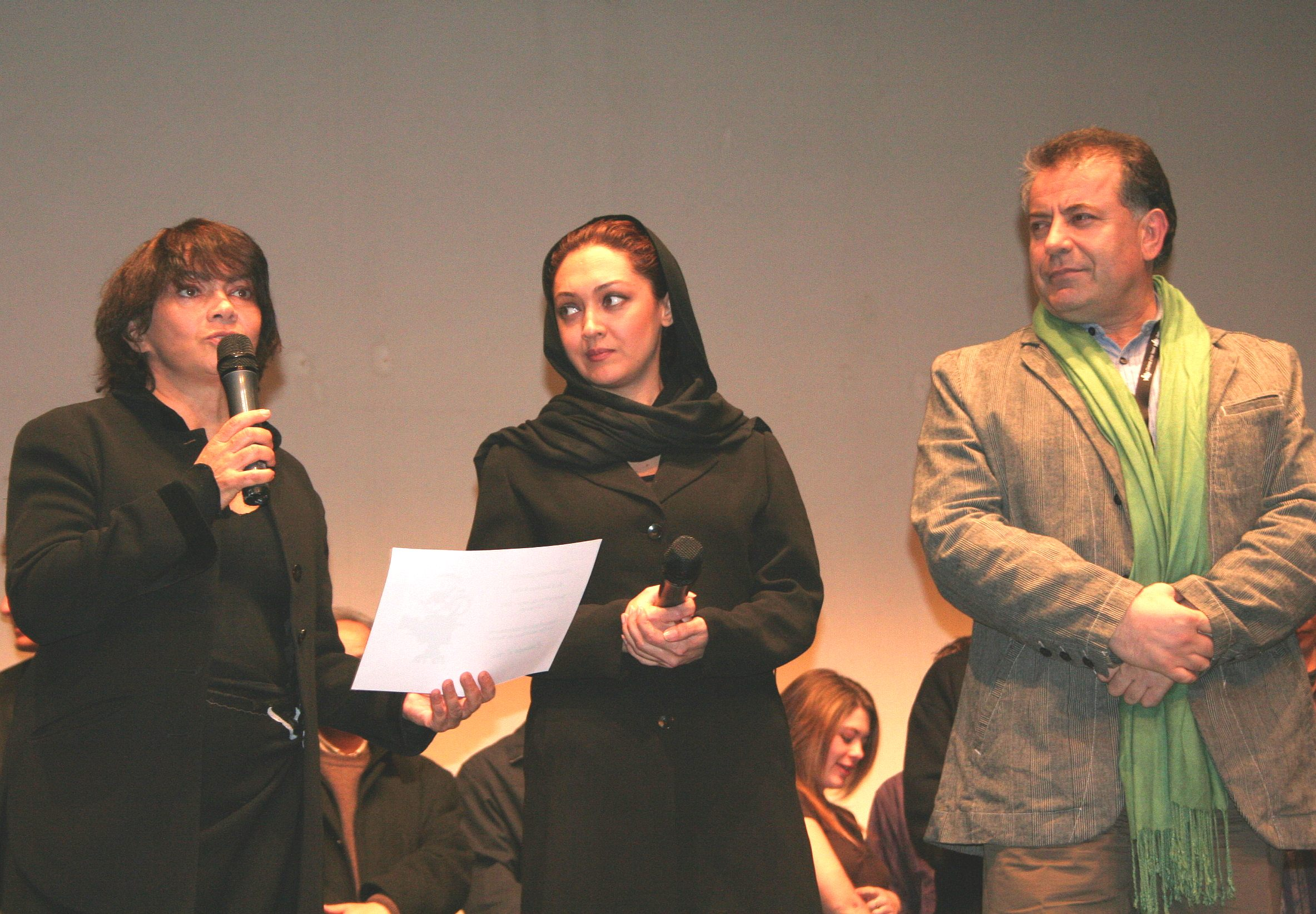
جوسلین صعب و نیکی کریمی عضو هیئت جوری سال ۲۰۰۸

جشنواره بین‌المللی فیلم‌های آسیایی وزول (انگلیسی: Vesoul International Film Festival of Asian Cinema) ( فرانسوی؛ Festival international des cinémas d'Asie de Vesoul) یک جشنواره فیلم سالانه با علاقه ویژه و با تمرکز بر سینمای آسیا است.این جشنواره بین‌المللی فیلم‌ که از قدیمی‌ترین ‌جشنواره‌های ویژه برای نمایش و بزرگداشت فیلم‌های قارۀ آسیاست، هر سال در شهر وزول در شرق فرانسه برگزاری می‌شود.
فستیوال وزول در سال ۱۹۹۵ برای نخستین بار افتتاح گردید و از آن زمان تا کنون بیش از ۷۰۰ فیلمساز آسیايی در این جشنواره جایزه گرفته‌اند.
ریاست هيئت داوران فستیوال وزول در سال ۲۰۲۲ را لیلا حاتمی به عهده داشت. نیکی کریمی در سال ۲۰۰۸ و ترانه علیدوستی در سال ۲۰۱۴ عضو هیئت داوران این جشنواره بودند.